# Lac Anengué
Lac Anengué är en sjö i Gabon, i anslutning till floden Ogooué. Den ligger i provinsen Ogooué-Maritime, i den västra delen av landet, 170 km söder om huvudstaden Libreville. Arean är 88 kvadratkilometer. Den är 18 kilometer lång och 7 kilometer bred.